# Місцева преса
Місце́ва пре́са — преса, яка розповсюджується у межах Автономної Республіки Крим, однієї області, обласного центру або двох і більше сільських районів, одного міста, району, окремих населених пунктів, а також підприємств, установ, організацій.
(п.5 ст.2.2. Положення Про державну реєстрацію друкованих засобів масової інформації в Україні, затвердженого Наказом Міністерства юстиції України від 21.02.2006 № 12/5 із змінами і доповненнями, внесеними наказом Міністерства юстиції України від 23.04.2007 року N 194/5)